# American Express
 (septembre 2020).
Si vous disposez d'ouvrages ou d'articles de référence ou si vous connaissez des sites web de qualité traitant du thème abordé ici, merci de compléter l'article en donnant les références utiles à sa vérifiabilité et en les liant à la section « Notes et références ».
 (janvier 2023).
American Express (aussi abrégé en Amex ou AmEx), fondée en 1850 est une entreprise américaine spécialisée dans les moyens de paiement, notamment les cartes de paiement ainsi que ses chèques de voyage. Elle est le troisième réseau mondial de paiement, en part de marché mondial (avec environ 5%) , largement derrière les cartes Visa (40%) et Mastercard (25-30%) et devant le chinois UnionPay.
Créée en 1850, elle était à l’origine une entreprise de messagerie et de transport de fonds, issue de la fusion de trois entreprises : Wells, Fargo  et Butterfield.

## Histoire

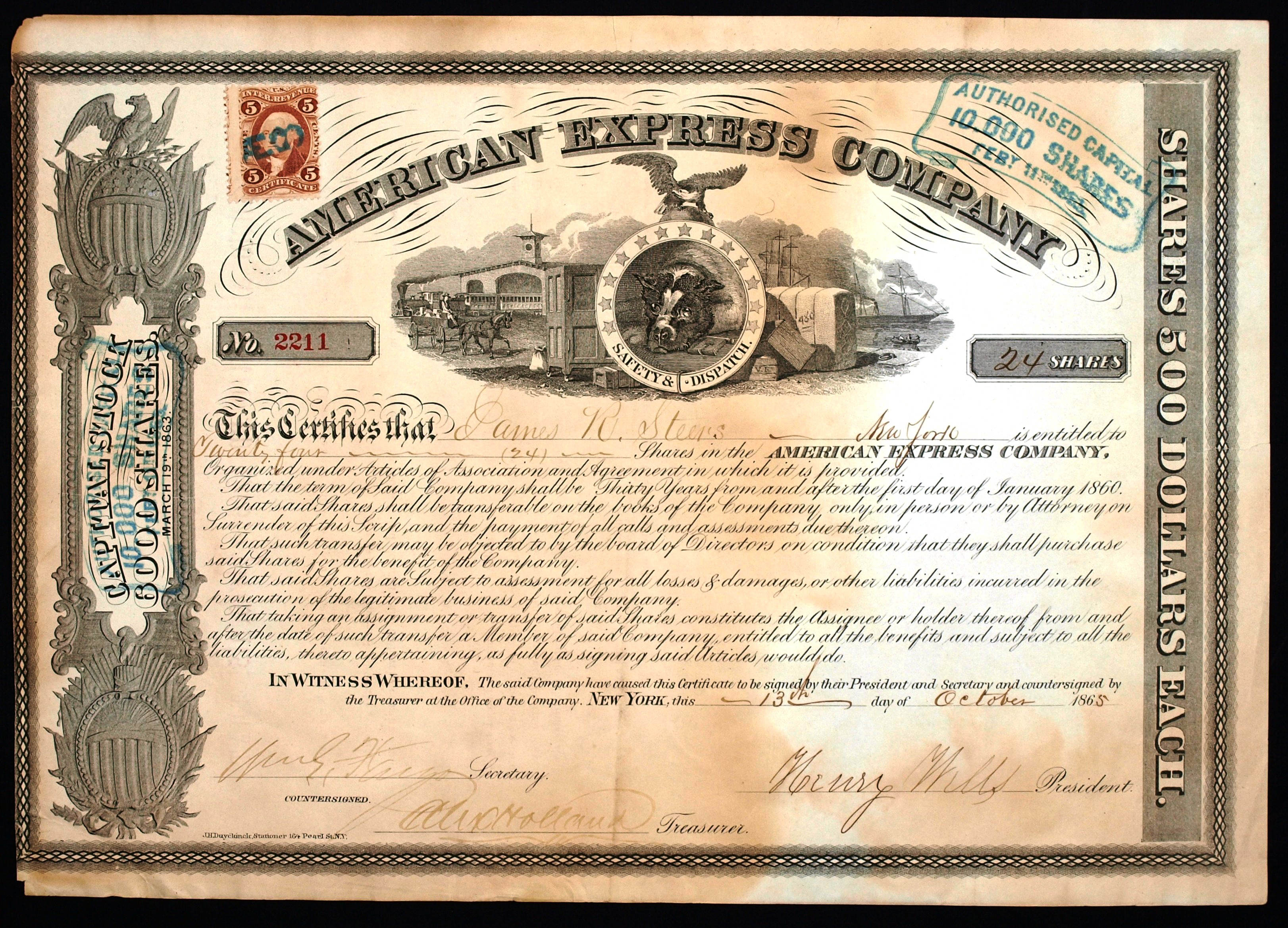
Action de l'American Express Company en date du 13 octobre 1865.

En 1841, Henry Wells crée une entreprise de transport de fonds (Wells & Company) dans l'État de New York. En 1845, William Fargo fonde une entreprise concurrente (Livingston, Fargo & Company), suivi par John Butterfield (en) en 1849 (Butterfield, Wasson & Company).
En 1850, cette entreprise prend le nom d’American Express à la suite de la fusion de la société dirigée par Henry Wells avec celle dirigée par William Fargo, qui avait fondé la banque Wells Fargo, ainsi que celle de John Butterfield,.

## Actionnaires
La liste de principaux actionnaires au 3 octobre 2019 est la suivante : 
| Nom                            | %    |
| Berkshire Hathaway             | 18,3 |
| The Vanguard Group             | 5,92 |
| SSgA Funds Management          | 4,36 |
| Fidelity Management & Research | 3,48 |
| Wellington Management          | 2,47 |
| Capital Research & Management  | 2,47 |
| Dodge & Cox                    | 2,31 |
| BlackRock Fund Advisors        | 2,07 |
| Putnam                         | 1,45 |
| Fisher Asset Management        | 1,37 |